# Konståret 1856

## Händelser

### Okänt datum
- Johan Christoffer Boklund grundar Konstnärsklubben, en social förening för manliga konstnärer.
- Konstakademien börjar med undervisning i måleri.
- Johan Ringdahl blir invald som ledamot i Konstakademien.

## Utmärkelser
- Austrian Imperial Prize for Sculpture - Joseph Boehm

## Verk
- Samuel Colman - Meadows and Wildflowers at Conway
- Jean Auguste Dominique Ingres - La Source
- John Everett Millais - The Blind Girl
- Marcus Larson, Skeppsbrott i Bohuslänska skärgården, Vattenfall i Småland.

## Födda
- 7 januari - Charles Harold Davis (död 1933), amerikansk målare.
- 12 januari - John Singer Sargent (död 1925), amerikansk konstnär.
- 16 februari - Carlo Bugatti (död 1940), italiensk formgivare och målare.
- 17 mars - Michail Vrubel (död 1910), rysk konstnär.
- 20 mars - John Lavery (död 1941), irländsk målare.
- 20 maj - Henri-Edmond Cross (död 1910), fransk målare.
- 28 oktober - Anna Elizabeth Klumpke (död 1942), amerikansk porträtt- och genremålare.
- 18 november - Joakim Skovgaard (död 1933), dansk konstnär.
- 7 december - Vicke Andrén (död 1930), svensk konstnär.
- okänt datum - Elis Eriksson (död 1936), värmländsk möbelsnickare.
- okänt datum - Franz Ittenbach (död 1879), tysk religiös målare.

## Avlidna
- 4 januari - Pierre Jean David (född 1788), skulptör och gravör ("David d'Angers")
- 27 april - Louis Joseph César Ducornet (född 1806), målare. (använde sina fötter)
- 8 oktober - Théodore Chassériau (född 1819), målare.
- 6 november - Cephas Thompson (född 1775), porträttmålare.
- 23 november - Thomas Seddon (född 1821), landskapsmålare.
- 22 juli - Thomas Doughty (född 1793), amerikansk landskapsmålare.
- 28 oktober - Johann Peter Krafft (född 1780), tysk-österrikisk målare.
- 4 november - Hippolyte Delaroche (född 1797), fransk målare.
- 4 november - Paul Delaroche (född 1797), fransk konstnär.
- okänt datum - Naitō Toyomasa (född 1773), japansk skulptör av netsuke.
- okänt datum - István Ferenczy (född 1792), ungersk skulptör.
- okänt datum - Kim Jeonghui (född 1786), koreansk Kalligrafiker och konstnär.
- okänt datum - Charles de Steuben (född 1788), fransk målare.
- okänt datum - Richard Westmacott (född 1775), brittisk skulptör.
- okänt datum - Elisabeth Charlotta Karsten (född 1789), svensk konstnär (landskapsmålare).